# Осло-Гардермуен (аеропорт)
Аеропорт Осло, Гардермуен (норв. Oslo Lufthavn, Gardermoen, IATA: OSL, ICAO: ENGM) — головний міжнародний аеропорт столиці Норвегії, який розташований приблизно за 47 км на північ від Осло.
Є хабом для: 
- Norwegian Air Shuttle
- Scandinavian Airlines
- Widerøe
- TUI fly Nordic
- Thomas Cook Airlines Scandinavia

## Історія
Місце, де розташований зараз аеропорт, використовувалось норвезькою армією ще з 1740 року. Перший політ з летовища відбувся в 1912 році і з того часу почав постійно використовуватися для військових польотів. Під час Другої світової війни цю місцевість захопили люфтваффе і збудували тут перший аеропорт, який складався з ангарів та двох злітно-посадкових смуг. Після війни він перейшов до норвезьких ВПС. У Гардермоені були розміщені три винищувачі та одна транспортна ескадра.
Аеропорт довгий час був резервним та використовувався для чартерних рейсів до аеропорту Осло, Форнебу. Поки останній не був закритий через те, що більше не мав змоги справлятися з потоком пасажирів.
Тому 8 жовтня 1998 року в Гардермуені, у муніципалітеті Улленсакер був відкритий новий аеропорт Осло, Гардермуен.

## Стан на кінець 2010-х
На кінець 2010-х в Гардермуен діє один термінал з трьома пірсами:
- 1 — міжнародний
- 2 — внутрішній з яких - International Pier і Domestic Pier - використовуються відповідно для міжнародних і внутрішніх рейсів.
- 3 — дворівневий пірс, спорудження якого перпендикулярно існуючим розпочалося навесні 2013 року і завершилося навесні 2017 року, використовується і для внутрішніх і для міжнародних рейсів[4].

Наприкінці квітня 2017 року також ще було завершено розширення залів очікування терміналу, розпочате влітку 2012 року.
В 2007 році аеропортом Гардермуен скористалися понад 19 млн пасажирів, що на 1,3 млн пасажирів більше, ніж роком раніше. В 2014 році аеропорт обслужив 24,3 мільйона пасажирів і став другим за величиною (після Каструпа) аеропортом Скандинавії і найшвидкозростаючим з них.
Зона безмитної торгівлі в Гардермуен є найбільшою в Західній Європі (так як Норвегія не входить в ЄС, безмитна торгівля здійснюється і при польоті в країни Європейського союзу).

## Авіалінії та напрямки

### Пасажирські
| Авіакомпанія                     | Пункт призначення |
| -------------------------------- | --- |
| Aeroflot                         | Москва–Шереметьєво |
| airBaltic                        | Рига, Таллінн |
| Air France                       | Париж-Шарль де Голль (з 27 червня 2019) |
| Air Leap                         | Ерланн |
| Arkia                            | Сезонний: Тель-Авів |
| Austrian Airlines                | Відень Сезонний: Інсбрук |
| Blue Air                         | Бухарест |
| British Airways                  | Біллунн, Лондон–Хітроу |
| Brussels Airlines                | Брюссель |
| Croatia Airlines                 | Сезонний: Загреб |
| Danish Air Transport             | Стур |
| easyJet                          | Берлін–Тегель |
| Emirates                         | Дубай |
| Ethiopian Airlines               | Аддис-Абеба, Стокгольм–Арланда |
| Finnair                          | Гельсінкі |
| Freebird Airlines                | Сезонний чартер: Даламан (з 19 червня 2019) |
| Hainan Airlines                  | Пекін (з 15 травня 2019) |
| Iberia Express                   | Сезонний: Мадрид (з 15 червня 2019) |
| Icelandair                       | Рейк'явік |
| Israir Airlines                  | Сезонний чартер: Тель-Авів |
| Joon                             | Париж–Шарль де Голль (завершення 26 червня 2019) |
| KLM                              | Амстердам |
| Korean Air                       | Сезонний чартер: Сеул–Інчхон |
| Loganair                         | Абердин |
| LOT Polish Airlines              | Варшава–Шопен |
| Lufthansa                        | Франкфурт, Мюнхен |
| Nordavia                         | Сезонний: Мурманськ |
| Norwegian Air Shuttle            | Олесунн, Аліканте, Алта, Амстердам, Бангкок-Суварнабхумі, Барселона, Бардуфосс, Белград, Берген, Берлін–Шенефельд, Біллунн, Буде, Будапешт, Копенгаген, Дублін, Единбург, Форт-Лодердейл/Голлівуд, Гданськ, Женева, Гран-Канарія, Гамбург, Гарстад/Нарвік, Гаугесунн, Гельсінкі, Кіркенес, Крабі, Краків, Крістіансанн, Ларнака, Лондон–Гатвік, Свальбард, Лос-Анджелес, Мадрид, Малага, Мілан–Мальпенса, Молде, Мюнхен, Неаполь (з 17 червня 2019), New York–JFK, Ніцца, Орландо, Паланга, Пальма-де-Мальорка, Париж–Шарль де Голль, Познань, Прага, Приштина, Рейк'явік, Рига, Рим–Фіумічіно, Ставангер, Стокгольм–Арланда, Щецин, Таллінн, Тель-Авів, Тенерифе-Південний, Тромсе, Тронгейм, Відень, Вільнюс, Варшава–Шопен Сезонний: Агадір, Аяччо, Аннея, Анталія, Афіни, Більбао, Бордо, Бургас, Катанія, Ханья, Корфу, Дубай, Дубровник, Фару, Фуертевентура, Мадейра, Іракліон, Ібіца, Кефалонія, Кос, Лаксельв, Лансароте, Лісабон, Мальта, Манчестер, Марракеш, Менорка, Мурсія, Окленд, Ольбія, Родос, Піза, Превеза, Пула, Рієка, Зальцбург, Санторіні, Сараєво, Спліт, Тирана, Тиват, Варна, Венеція, Верона, Вісбі, Задар |
| Pakistan International Airlines  | Ісламабад, Лахор |
| Pegasus Airlines                 | Стамбул–Сабіха Гекчен |
| RusLine                          | Ст Петербург |
| Ryanair                          | Лондон–Станстед, Вільнюс |
| Qatar Airways                    | Доха |
| Scandinavian Airlines            | Ольборг, Орхус, Абердин, Олесунн, Аліканте, Алта, Амстердам, Анталія, Берген, Берлін–Тегель, Біллунн, Буде, Брюссель, Будапешт, Копенгаген, Дублін, Дюссельдорф, Единбург, Франкфурт, Гданськ, Гран-Канарія, Гамбург, Гарстад/Нарвік, Гаугесунн, Гельсінкі, Київ-Бориспіль (з 26 жовтня 2019), Кіркенес, Крістіансанн, Крістіансунн, Лондон–Хітроу, Малага, Манчестер, Маямі, Мілан–Мальпенса, Молде, Мюнхен, Ньюарк, Ніцца, Пальма-де-Мальорка, Париж–Шарль де Голль, Рейк'явік, Ставангер, Стокгольм–Арланда, Тромсе, Тронгейм, Вільнюс, Цюрих Сезонний: Афіни, Барселона, Біарриц, Бургас, Кальярі, Ханья, Хіос, Дубровник, Фару (з 1 липня 2019), , Женева, Іракліон, Інсбрук, Каламата, Карпатос, Кавала, Кос, Ларнака, Лісабон, Мальта, Менорка, Мітилена, Ольбія, Палермо, Піза, Прага, Приштина, Пула, Родос, Рим–Ф'юмічіно, Зальцбург, Самос, Санторіні, Скіатос, Спліт, Таллінн, Тенерифе-Південний, Салоніки, Тиват, Турин, Валенсія, Венеція, Вісбі, Варшава-Шопен |
| SunExpress                       | Сезонний: Анталія, Ізмір, Конья (з 13 червня 2019) |
| Swiss International Air Lines    | Цюрих |
| TAP Air Portugal                 | Лісабон |
| Thai Airways                     | Бангкок–Суварнабхумі |
| Thomas Cook Airlines Scandinavia | Чартер: Гран-Канарія Сезонний чартер: Анталія, Банжул, Бургас, Ханья, Іракліон, Ларнака, Пальма-де-Мальорка, Пхукет, Превеза, Родос, Сал, Скіатос, Тенерифе-Південний, Варна |
| TUI Airways                      | Сезонний чартер: Ларнака (з 17 червня 2019) |
| TUI fly Nordic                   | Чартер: Гран-Канарія Сезонний чартер: Альгеро, Анталія, Ханья, Кос, Лансароте, Ларнака, Пальма-де-Мальорка, Родос, Самос, Тенерифе-Південний, Закінф |
| Turkish Airlines                 | Стамбул–Аеропорт |
| Vueling                          | Барселона |
| Widerøe                          | Бреннейсунн, Флуре, Ферде, Гетеборг, Лекнес, Му-і-Рана, Мушен, Намсус, Рерус, Рервик Саннане, Саннесшеен, Согндал, Сволвер, Тромсе, Ерста/Волда Сезонний: Молде, Стокмаркнес, Тронгейм Сезонний чартер: Корфу (26 травня 2019), Яніна (з 17 червня 2019), Карпатос (з 9 травня 2019), Тиват (з 23 червня 2019) |
| Wizz Air                         | Будапешт, Гданськ, Краків (з 16 вересня 2019), |
| Wizz Air UK                      | Лондон-Лутон (з 16 вересня 2019) |

### Вантажні
| Авіакомпанія             | Пункт призначення                                                        |
| ------------------------ | ------------------------------------------------------------------------ |
| Air Cargo Global         | Тяньцзінь                                                                |
| AirBridgeCargo Airlines  | Амстердам, Льєж, Москва–Шереметьєво                                      |
| Asiana Cargo             | Сеул–Інчхон                                                              |
| ASL Airlines Belgium     | Гетеборг, Льєж, Ганновер, Нюрнберг                                       |
| CAL Cargo Air Lines      | Тель-Авів                                                                |
| Cargolux                 | Люксембург, New York–JFK                                                 |
| DHL Aviation             | Брюссель, Копенгаген, Сеул–Інчхон, Шанхай–Пудун, Тронгейм                |
| Emirates SkyCargo        | Амстердам, Дубай-Аль-Мактум                                              |
| Ethiopian Airlines Cargo | Гуанчжоу                                                                 |
| FedEx Express            | Амстердам, Копенгаген, Париж–Шарль де Голль                              |
| Korean Air Cargo         | Сеул–Інчхон, Відень                                                      |
| Qatar Airways Cargo      | Брюссель, Доха, Льєж, Лондон–Станстед, Люксембург                        |
| Turkish Airlines Cargo   | Гельсінкі, Стамбул–Аеропорт, Льєж, Маастрихт                             |
| UPS Airlines             | Кельн/Бонн, Копенгаген, Мальме                                           |
| West Air Sweden          | Олесунн, Берген, Буде, Крістіансанн, Мальме, Ставангер, Тромсе, Тронгейм |
| West Atlantic            | Єнчепінг, Лейпциг/Галле                                                  |

## Наземний транспорт
Лінія Гардермуен завдовжки 64 км відкрилася в той же день, що й аеропорт, і прямує тунелем під аеропортом, де розташована станція Гардермуен. Потяг Flytoget сполучає станції Гардермуен та Осло-Центральне.
Автобусний оператор Oslo Airport Express Coach сполучає аеропорт з Осло, Фредрікстад, Ши та Йовік
Аеропорт розташовано за 2 км від європейського маршруту E16 та за 6 км від європейського маршруту E6

## Статистика
| Рік  | Пасажирообіг | % Зміна |
| ---- | ------------ | ------- |
| 2010 | 19,091,036   | ▬       |
| 2011 | 21,103,623   | ▲ 10.5% |
| 2012 | 22,080,433   | ▲ 4.6%  |
| 2013 | 22,956,540   | ▲ 4%    |
| 2014 | 24,269,235   | ▲ 5.7%  |
| 2015 | 24,678,195   | ▲ 1.7%  |
| 2016 | 25,787,691   | ▲ 4.5%  |
| 2017 | 27,482,315   | ▲ 6.6%  |
| 2018 | 28,516,220   | ▲ 3.8%  |